# Loyola (heiligdom)

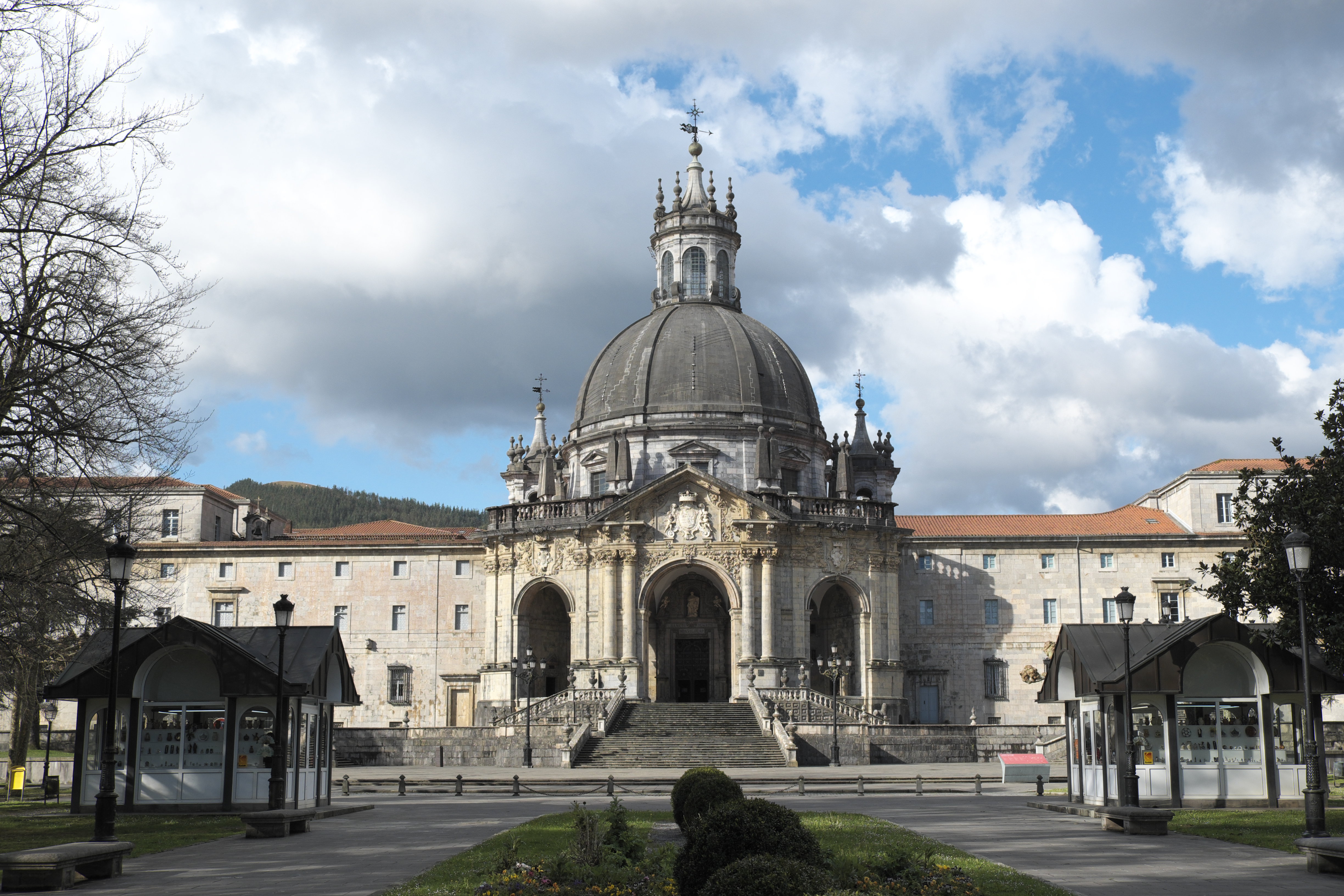
Sint-Ignatiusbasiliek

Het heiligdom van Loyola is een complex rond het geboortehuis van Ignatius van Loyola. Het ligt in de buurtschap Loyola bij de Spaanse stad Azpeitia in Spaans Baskenland. Het is gelegen aan de rivier Urola tussen Azpeitia en Azkoitia.

## Ignatius van Loyola
Ignatius van Loyola, werd in 1491 als Iñigo Oñaz geboren in het kasteel van Loyola als zoon van de heer van Loyola, Beltrán Ibáñez de Oñaz en van María Sánchez de Licona. Hij bracht de eerste van jaren van zijn leven hier door. Toen hij in 1521 hevige verwondingen aan zijn been opliep bij de verdediging van Pamplona tegen de Fransen, was het ook in het kasteel van Loyola dat Ignatius zijn geestelijke ommekeer doormaakte, die zijn leven zou bepalen en die later de basis zou zijn voor de Geestelijke Oefeningen.

## Geboortehuis en -museum
In 1682 verwierf de Sociëteit van Jezus het geboortehuis (zie foto) van hun stichter. Hier werd een groot complex omheen gebouwd waarin thans ook een museum gevestigd is. De kamer waar Ignatius zijn bekering doormaakte, die de basis zou zijn voor zijn Geestelijke Oefeningen, is thans een kapel.

## Sint-Ignatiusbasiliek
De bouw van een kerk gewijd aan Sint-Ignatius werd opgedragen aan Carlo Fontana (1634-1714), een Italiaanse architect. Het heiligdom werd in 1738 ingewijd. Zij heeft een façade van 150 meter breed en een grote koepel.
Op 12 januari 1921 werd de kerk verheven tot basiliek (basilica minor).

## Familie wapen van Loyola
Het wapenschild van de familie Loyola is verdeeld in twee delen. Het eerste deel bestaat uit twee grijze wolven op een witte achtergrond met een ketel die aan een ketting hangt tussen hen in. Het Spaanse woord voor “wolf” is “lobo” en “olla” is een pot. Een wolf en een pot maakt dus “lobo-y-olla”, wat Loyola werd in de spreektaal.
Het tweede gedeelte is de divisie van het huis van Onaz, familie van vaderszijde. Hier staan zeven roden banen op een gouden ondergrond afgebeeld. Dit was een teken van grote eer, aangezien Alfons XI van Castilië de familie Onaz in 1332 de permissie gaf om deze zeven banden te dragen/gebruiken op hun familie wapen. Ze verdiende deze eer door de getoonde moed van zeven helden uit de familie die zichzelf bewezen in de "Slag van Beotibar" in 1321. Bij deze slag versloegen de Spanjaarden 70.000 Franse, Navarezen en Gascons die probeerde Guipuzcoa terug te veroveren.
Met het wapen werd verwezen naar de vrijgevigheid van de familie Loyola in feodale tijden. Naar men zegt, was de familie zo grootmoedig aan zijn volk en soldaten dat zelfs de lokale wolven nog een feestelijke maaltijd vonden nadat het volk en de militairen hun eten hadden gegeten.